# Condensor (damp)

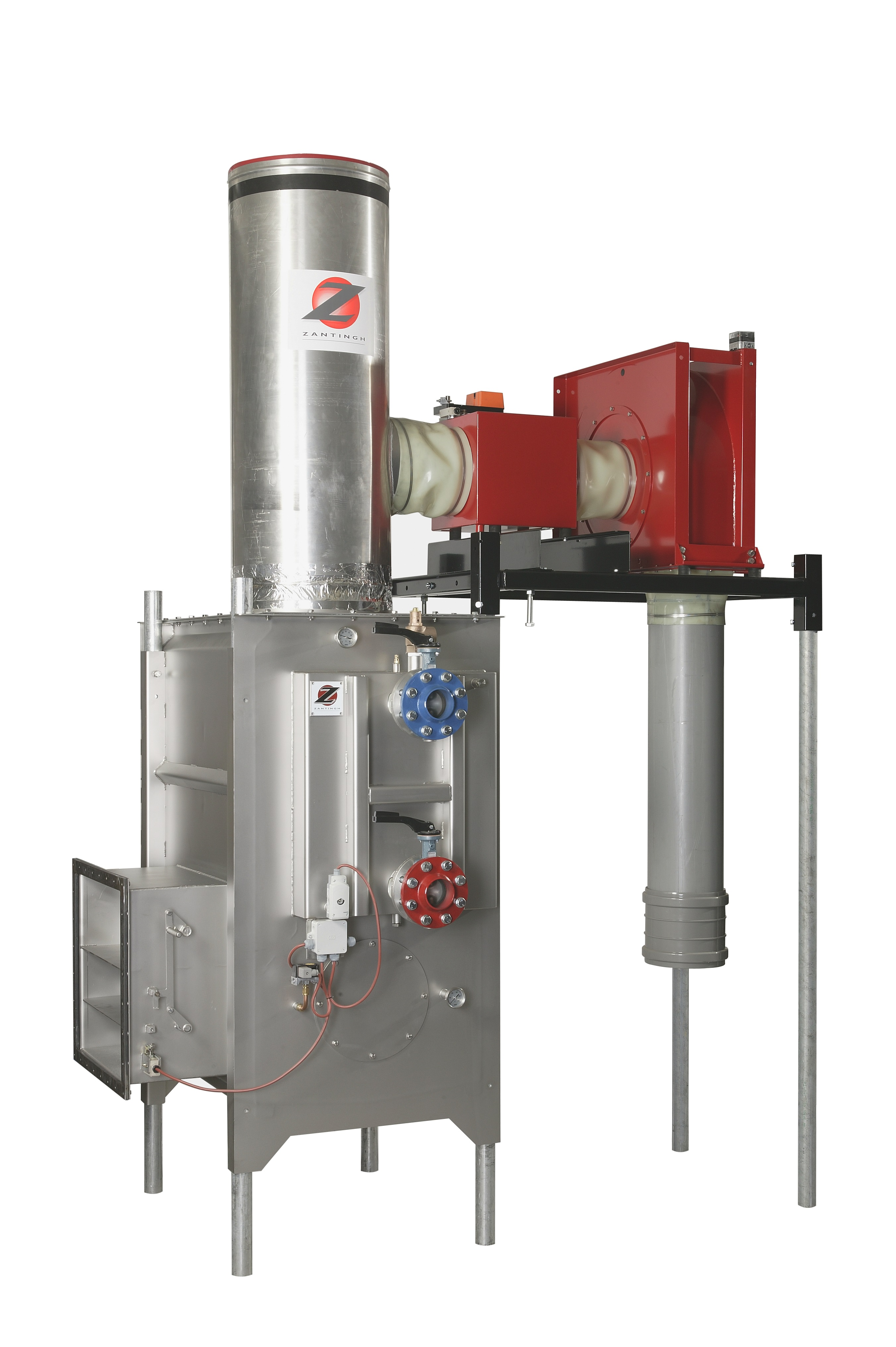
Condensor opstelling

Eenvoudige condensor in doorsnede

Een condensor wordt gebruikt om stoom of andere stoffen in de gasvormige fase te condenseren naar de vloeistoffase, bijvoorbeeld in elektriciteitscentrales, koelkasten of in de airconditioning.

## Werking
Een condensor is eigenlijk een gewone warmtewisselaar met als enige verschil dat er in de condensor een faseovergang plaatsvindt, van gasvormig naar vloeibaar.
Net als elke warmtewisselaar kan een condensor op allerlei manieren zijn geconstrueerd. In de simpelste uitvoering is een condensor een lange buis waar het te condenseren gas doorheen stroomt terwijl het via de wand warmte afgeeft aan de omgeving. Het condensaat dat daarbij ontstaat wordt aan het eind van de buis opgevangen.

## Toepassing
Kleinschalige condensors die gebruikt worden om warmte af te voeren zijn luchtgekoeld, bijvoorbeeld de condensors van koelkasten en airconditioning. Om de doelmatigheid van luchtkoeling te verbeteren wordt vaak een ventilator toegepast. Bij grootschalige condensors, bijvoorbeeld die van chemische bedrijven of elektriciteitscentrales, wordt voornamelijk rivier- of zeewater gebruikt. Alleen in de zomermaanden wordt bij een aantal van deze installaties overgeschakeld op de koeltorens omdat het zee- of rivierwater vanwege het dieren- en plantenleven niet te warm mag worden. In de bouw worden condensors ook gebruikt, zoals in de bouwdroger.